# Adam Backström
Adam Eric Backström, född 1 mars 1938 i Stockholm, död 25 februari 2021 i Stockholm, var en svensk arkitekt, finansman, doktorand i fastighetsekonomi och namngivare till lex Backström som var en svensk lag (1975:1132). Hans far var arkitekten Sven Backström. 

## Biografi
Backström utexaminerades från Operans balettskola 1954 och var engagerad vid Kungliga teatern 1954–1956. Han avlade studentexamen 1957, utexaminerades från Kungliga Tekniska högskolan 1964 och bedrev egen arkitektverksamhet från 1965. Han ritade bland annat badhus i Sundsvall, Lambohof i Växjö, bostadsområde i Örebro och utsmyckning av torg i Norrköping. Han var styrelseledamot i Nissaströms Bruk AB och AB Malcus Holmqvist 1971–1972 samt Fastighets AB Credo 1972–1974.
På 1970-talet blev fastighetsspekulationerna i Sverige alltmer intensiva. En ny typ av investerare dök upp som gjorde snabba "klipp" på bland annat bostadsfastigheter. Den kanske mest framgångsrike var Adam Backström som arbetade med hög belåning och högt affärstempo. Hans karriär var spektakulär – inom loppet av några år skapade han ett av landets större bestånd av innerstadsfastigheter. Hans storhetsperiod i den svenska fastighetsbranschen var under det tidiga 70-talet då han i snabb takt gjorde fastighetsaffärer, i synnerhet på Stockholmsmarknaden. Men på den tiden var snabba fastighetsaffärer ingenting som uppskattades medialt. Affärerna skedde i en marknad som var under förändring, där politiska regleringar försvann och nya kom till. 1972–1973 kulminerade expansionen när Backström blev huvudägare i både Skaraborgsbanken och Credo, som på 1970-talet var ett av Stockholmsbörsens större fastighetsbolag.
Det politiskt styrda miljonprogrammet pågick och generellt gynnades de allmännyttiga bolagen av de politiska beslut som fattades. Kommunerna fick stor politisk makt, och ett av dessa instrument var alltså ”lex Backström” där man kunde styra vem som fick köpa en hyresfastighet. Spekulation var ett vitt begrepp, det kunde innebära att en ägare sålt ett hus vart femte år.
De inblandade uppfattade det som en klappjakt där de utpekades som oseriösa för att de tjänade pengar på att sälja fastigheter med vinst. Backström sålde under 1973 in ett stort bostadsbestånd till Svenska Bostäder och avvecklade åren därefter helt sin verksamhet i Sverige och flyttade först till Storbritannien och senare till USA där han fortsatte med sin affärsverksamhet.
De snabba affärerna ansågs missgynna hyresgästerna genom att förvaltningen av husen eftersattes eller i vissa fall helt uteblev. Riksdagen stiftade därför lagen (1975:1132), även kallad "lex Backström" som också kallats "lex John-Olle", som bland annat tar upp regler vid förvärv av hyresfastighet. Lagen, som trädde i kraft 1976, gällde även överlåtelser av aktier och andelar i bolag vars tillgångar huvudsakligen utgörs av hyresfastigheter. Enligt denna lag kunde konsekvenserna av en försummad anmälan till kommunen bli svåra. Lagen upphävdes år 2010.
Adam Backström hade sin privatbostad vid västra Yttringe på Lidingö som såldes till Irans ambassad när han emigrerade till USA.
Han var gift med formgivaren Monica Backström från 1961  till 1965.

## Teater
| År   | Roll  | Produktion                           | Regi       | Teater        |
| ---- | ----- | ------------------------------------ | ---------- | ------------- |
| 1949 | Dvärg | Snövit och dvärgarna Astrid Lindgren | Karl Kinch | Oscarsteatern |